# حمل كهربائي
حمل كهربي إذا كانت الدائرة الكهربائية بها طرف لتوصيل مكون كهربي آخر، وكان هذا المكون عبارة عن دائرة كهربية متصلة بهذا الطرف فهى تسمى بالحمل الكهربي. (قد يكون الحمل يعني الطاقة المستهلكة في الدائرة الكهربية ولا يناقش هذا الموضوع هنا). ويؤثر الحمل على أداء الدوائر من ناحية جهد الخرج أو التيار، مثل أجهزة الاستشعار، ومصادر الجهد الكهربائي، ومكبرات الصوت. إذا كانت معاوقة الحمل ليست أكبر بكثير من معاوقة المصدر سيحدث انخفاض في الجهد (بالأنكليزية Voltage drop).

## تعريفات وامثلة
- عند وجود تيار كهربائي مار بواسطة كابل كهربائي إلى حمل كالتلفاز فإن التلفاز يُعبر عنه بالحمل.
- لو كان لدينا مولد كهربائي يقوم بتغذية اجهزة المنزل فإن اجهزة المنزل يُطلق عليها بالحمل الكهربائي.

## المزيد من التفاصيل التقنية

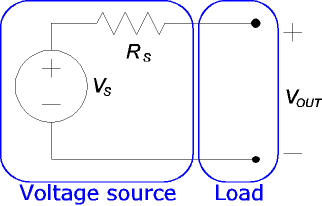
دائرة ثيفنين المكافئة بدون حمل كهربي.

عند دراسة تأثير الحمل عل الدائرة فمن المفيد اهمال الدائرة الأساسية والنظر فقط للدائرة المكافئة وهنا سندرس الحمل بواسطة دائرة ثيفنين المكافئة مع العلم انه من الممكن استخدام دائرة نورتون المكافئة. وفي المقابل دائرتي ثيفينن المكافئة.

### تحليل الدائرة بدون حمل
في حالة عدم وجود حمل يمر كل جهد المصدر VS إلى الخرج وعدم وجود تيار وذلك لعدم اغلاق الدائرة.

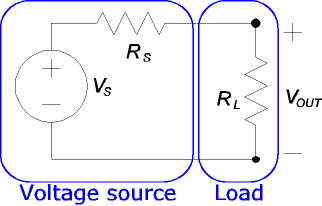
دائرة ثيفنين المكافئة بالحمل كهربي.

{\displaystyle V_{o}=V_{S}}
{\displaystyle I_{S}=0}

### تحليل الدائرة بوجود حمل
وهذا التحليل يتغير عند إضافة الحمل الكهربى فعند اضافته سيتجزأ الجهد الكهربى على المعاوقتين المكافئتين الأولى هي المعاوقة المكافئة للدائرة وتسمى أيضا بمعاوقة الخرج {\displaystyle Z_{out}} أو {\displaystyle Z_{load}} والثانية هي المعاوقة المكافئة للحمل أو ما يسمى بمعاوقة الدخل {\displaystyle Z_{in}}.
ولكن ما يهمنا دراسته هو جهد الخرج {\displaystyle V_{o}} وهو هذا الجهد المتجزئ على معاوقة الحمل {\displaystyle Z_{load}} ويمكن تحديده كالآتى:
{\displaystyle V_{S}=I_{S}\cdot (Z_{S}+Z_{L})}
{\displaystyle V_{S}={\frac {V_{out}}{Z_{L}}}\cdot (Z_{S}+Z_{L})}
{\displaystyle V_{OUT}=V_{S}\cdot {\frac {R_{L}}{R_{L}+R_{S}}}}